# Bokermannohyla ahenea
Espèce
Synonymes
- Hyla ahenea Napoli & Caramaschi, 2004

Statut de conservation UICN

 DD  : Données insuffisantes
Bokermannohyla ahenea est une espèce d'amphibiens de la famille des Hylidae.

## Répartition
Cette espèce est endémique du Brésil. Elle se rencontre dans la Serra do Mar dans l'État de São Paulo,.

## Étymologie
Le nom spécifique ahenea vient du latin aheneus, de cuivre ou du bronze, en référence à l'aspect des surfaces dorsales de cette espèce.

## Publication originale
- Napoli & Caramaschi, 2004 : Two New Species of the Hyla circumdata Group from Serra do Mar and Serra da Mantiqueira, Southeastern Brazil, with Description of the Advertisement Call of Hyla ibitipoca (Anura, Hylidae). Copeia, vol. 2004, no 3, p. 534-545.